# Stoughton
Stoughton é uma cidade localizada no estado norte-americano de Wisconsin, no Condado de Dane.

## Demografia
Segundo o censo norte-americano de 2000, a sua população era de 12.354 habitantes.
Em 2006, foi estimada uma população de 12.564, um aumento de 210 (1.7%).

## Geografia
De acordo com o United States Census Bureau tem uma área de
10,7 km², dos quais 10,3 km² cobertos por terra e 0,4 km² cobertos por água. Stoughton localiza-se a aproximadamente 267 m acima do nível do mar.

## Localidades na vizinhança
O diagrama seguinte representa as localidades num raio de 20 km ao redor de Stoughton.